# Поцелуй меня ещё раз
«Поцелу́й меня́ ещё раз» (итал. Baciami ancora) — фильм Габриеле Муччино, вышедший в 2010 году. К концу первой недели показов фильм собрал 3.119.351 евро. Общие сборы превысили 9 миллионов евро. Этот фильм — продолжение фильма «Последний поцелуй», вышедшего в 2001 году с теми же персонажами. 

## Сюжет
Прошло 10 лет. Карло и Джулия решили развестись. У Карло по-прежнему много женщин, но определиться он не может. Джулия нашла себе другого мужчину, не очень удачливого актера, и они вместе воспитывают их совместную с Карло дочь, Свеву. Ливия, подруга Джулии и бывшая жена Адриано, теперь встречается с их общим другом Паоло. У него на фоне неудач в личной жизни развилась депрессия и бесконтрольный гнев, которые он лечит соответствующими лекарствами, но они плохо помогают. Адриано возвращается из долгого путешествия, где ему пришлось даже отсидеть срок за ввоз партии кокаина из Колумбии, и очень хочет увидеть сына, которого отказался воспитывать в предыдущем фильме. Марко с Вероникой переживают глубокий семейный кризис, связанный с невозможностью иметь детей. Постоянные личные разборки  на фоне поиска новых партнеров приведут героев к осознанию ценности старых связей, а самоубийство Паоло еще больше сплотит их. Забеременевшая от другого Вероника вернется к Марко, Адриано встретит новую любовь, а Карло, наконец, поймет, что самая главная женщина в его жизни, все-таки, Джулия.

## В ролях
- Стефано Аккорси — Карло
- Виттория Пуччини — Джулия